# Om du vill ha mig som jag är
"Om du vill ha mig som jag är" är en sång skriven av Niklas Strömstedt (text och musik) och Tommy Ekman (musik). Den framfördes av Kayo som ledmotiv i filmen Pillertrillaren (1994) och släpptes också som singel med henne samma år.
Låten producerades av Strömstedt och Ekman och mixades av Strömstedt, Ekman och Mats Lindfors. På låten medverkar Kayo på sång, Johan Norberg och Martin Hedström på gitarr, Svante Henryson, Mats Persson på slagverk och Mats A. Lindberg på bas.
"Om du vill ha mig som jag är" tog sig in på Svensktoppen där den låg en vecka på plats tio mellan den 26 mars och 1 april 1994.

## Låtlista
1. "Om du vill ha mig som jag är" – 3:38
2. "Om du vill ha mig som jag är" (instrumental) – 3:38